# Independence Fjord
Independence Fjord är en omkring 200 km lång och upp till 30 km bred fjord i nordöstra Grönland. Den mynnar i Wandels hav i Norra ishavet. Jørgen Brønlund Fjord är en mindre fjord om ansluter i nordväst.
Fjorden har namngivit två förhistoriska inuitiska kulturer, Independence I-kulturen och Independence II-kulturen.